# Duane Eddy
Duane Eddy (ejtsd: dwéjn edi) (Corning, New York, 1938. április 26. – Franklin, Tennessee, 2024. április 30.) amerikai gitáros.

## Jellegzetessége
Nemcsak dalaival, hanem technikájával is figyelmet keltett. Gitárját eleve mélyebbre hangolta, és felvételeinél ő alkalmazott először visszhangosítót. Ennek a különös, bugyborékoló hangzásnak „twangy” volt a neve, amely könnyen felismerhetővé teszi előadóját.

## Életpályája

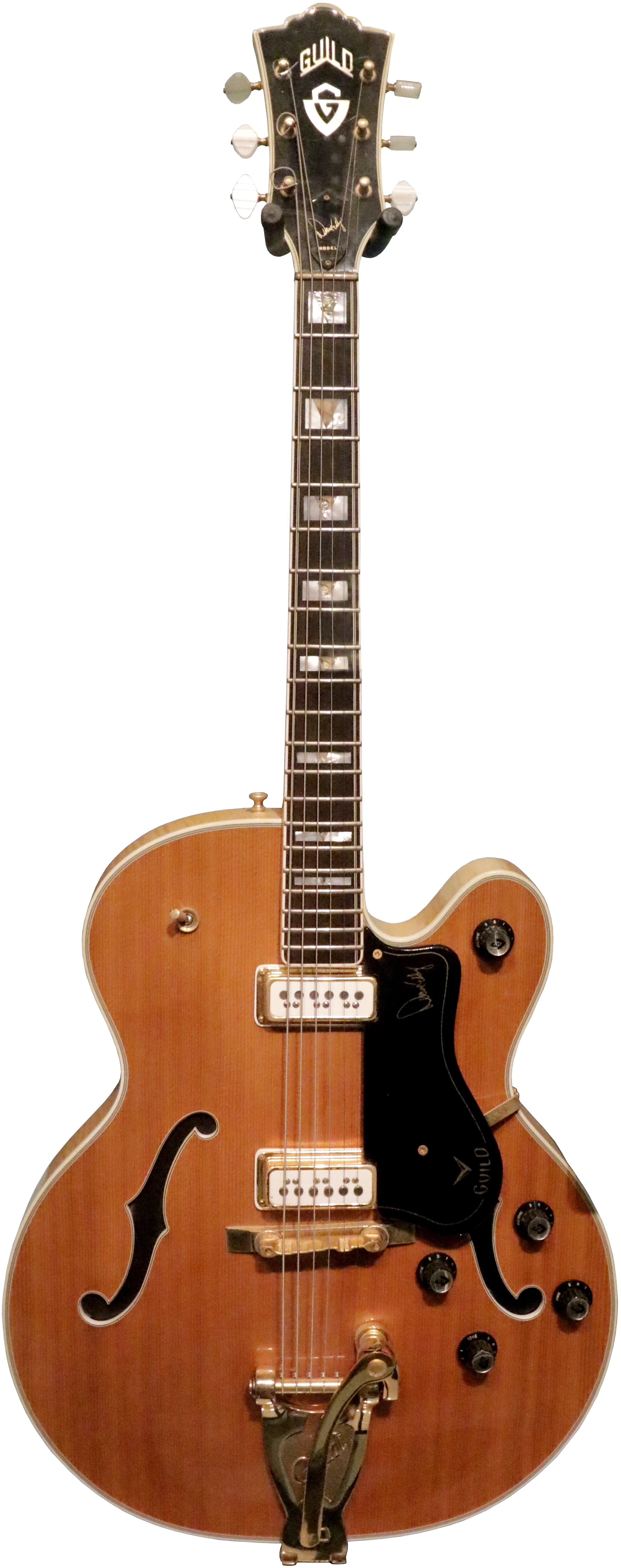

Az 1950-es évek végén indult, a gitárkorszakban, számos más előadóval együtt. Még nem volt húszéves, amikor már a Rebels nevű zenekarban játszott.
Lee Hazlewood fedezte fel, aki lemezlovasként és zeneszerzőként szerzett nevet magának, és producerként sok zenészt indított el a pályán, egy évtizeddel később pedig Nancy Sinatrával énekelt duetteket.
Fergeteges rock and rollt játszott négytagú együttesével. Első sikere a Rebel Rouser című dal volt, amelyért aranylemezt kapott, és a szám az amerikai lista hatodik helyéig jutott, és Angliában is a legjobb húsz közé került.
A kizárólag instrumentális korszak után a hatvanas évek elején – az elsők között -maga mellé vette The Rebellettesnek nevezett női kórust. A lányokkal készítette a Dance With The Guitar Man-t és a Boss Guitar-t. Az előbbivel Angliában a negyedik lett, és Amerikában is csaknem bejutott vele a legjobb tíz közé. Hazlewood a countryzene felé terelte Duane Eddyt, aki eljátszotta egyebek közt a country egyik örökzöldjét, a Ring of Fire-t. Számos nagylemezt adott ki, és kislemezeiből 1958 és 1963 között legalább tizenöt bekerült "Top 40" dalai közé. A rock and roll- és a twistkorszak után sem hagyta abba a zenélést, bár népszerűsége az évek multával csökkent. Voltak azonban olyan lemezei, számai, amelyeket a közönség évekkel később kapott fel. A Peter Gunnt például nemcsak a közönség tapsolta vissza csaknem harminc évvel később, hanem a szakma is: 1987-ben Grammy-díjat kapott érte.
Egy kései lemezén közreműködött Paul McCartney, George Harrison és Ry Cooder. Duane Eddy nagyon sok szerzővel és zenésszel dolgozott együtt, nagy becsben tartotta egyik példaképének, Chet Atkinsnek a dalait, felhangzik gitárjának különleges hangja Emmylou Harris, Dean Martin, a The Ventures, Nancy Sinatra és mások lemezein.

## Ismertebb dalai
- Rebel Rouser
- Because They're Young (filmbetétdal)
- Ramrod
- Cannonball
- Peter Gunn Theme
- Shazam
- The Battle
- Deep In The Heart Of Texas
- Yep
- Forty Miles Bad Road
- Dance With The Guitar Man
- Ring of Fire